# 神父凤仙花
神父凤仙花（学名：Impatiens abbatis）为凤仙花科凤仙花属下的一个种。

## 扩展阅读
- 維基物種上的相關：神父凤仙花